# Arrondissement de Hambourg
L'arrondissement de Hambourg est une ancienne subdivision administrative française du département des Bouches-de-l'Elbe créée le 1er janvier 1811 et supprimée le 11 avril 1814.

## Composition
Il comprenait les cantons de Bergedorf, Hambourg (six cantons), Hamm et Wilhelmsbourg.

## Sous-préfets
- Alfred de Chastellux